# Mistrzostwa Świata w Piłce Nożnej 2018 (eliminacje strefy AFC)
Eliminacje do Mistrzostw Świata w Piłce Nożnej 2018 w strefie AFC były jednocześnie eliminacjami do Mistrzostw Świata, które w 2018 roku odbędą się w Rosji oraz Pucharu Azji 2019, którego organizatorem będą Zjednoczone Emiraty Arabskie.

## Format
Strefa AFC ma zapewnione 4,5 miejsca na Mistrzostwach Świata (4 drużyny awansują do turnieju bezpośrednio, a piąta weźmie udział w barażu interkontynentalnym).
Kwalifikacje zostały podzielone na następujące rundy:
- Pierwsza runda - udział biorą drużyny z miejsc 35-46 w rankingu FIFA (pod uwagę bierze się jedynie drużyny ze strefy AFC)
- Druga runda - udział biorą drużyny z miejsc 1-34 oraz 6 zwycięzców pierwszej rundy. 40 drużyn zostanie podzielonych na 8 grup po 5 zespołów. Zwycięzcy grup oraz czterech najlepszych wicemistrzów awansują do trzeciej rundy.
- Trzecia runda - udział bierze 12 drużyn zakwalifikowanych w drugiej rundzie. Mistrz i wicemistrz każdej grupy awansują na Mistrzostwa Świata, a trzecie zespoły awansują do czwartej rundy.
- Czwarta runda - udział biorą 2 trzecie drużyny z grup trzeciej rundy. Zwycięzca dwumeczu awansuje do barażu interkontynentalnego.

## Rozstawienie
34 najwyżej sklasyfikowane reprezentacje w rankingu FIFA ze stycznia 2015 rozpoczną eliminacje od drugiej rundy. Pozostałych 12 reprezentacji rozpocznie walkę od pierwszej rundy.
| Miejsca 1-34 Zespoły zaczynają od drugiej rundy. | Miejsca 1-34 Zespoły zaczynają od drugiej rundy. | Miejsce 35-46 Zespoły zaczynają od pierwszej rundy.                                                                                              |
| --- | --- | --- |
| 1. Iran 2. Japonia 3. Korea Południowa 4. Uzbekistan 5. Zjednoczone Emiraty Arabskie 6. Katar 7. Oman 8. Jordania 9. Chiny 10. Australia 11. Arabia Saudyjska 12. Bahrajn 13. Irak 14. Palestyna 15. Liban 16. Kuwejt 17. Filipiny | 1. Malediwy 2. Wietnam 3. Tadżykistan 4. Mjanma 5. Afganistan 6. Tajlandia 7. Turkmenistan 8. Korea Północna 9. Syria 10. Kirgistan 11. Malezja 12. Hongkong 13. Singapur 14. Indonezja 15. Laos 16. Guam 17. Bangladesz | 1. Indie 2. Sri Lanka 3. Jemen 4. Kambodża 5. Chińskie Tajpej 6. Timor Wschodni 7. Nepal 8. Makau 9. Pakistan 10. Mongolia 11. Brunei 12. Bhutan |

## Terminarz
| Runda          | Faza           | Termin        |
| -------------- | -------------- | ------------- |
| Pierwsza runda | Pierwsze mecze | 12 marca 2015 |
| Pierwsza runda | Rewanże        | 17 marca 2015 |

| Runda       | Nr kolejki | Termin               |
| ----------- | ---------- | -------------------- |
| Druga runda | 1.         | 11 czerwca 2015      |
| Druga runda | 2.         | 16 czerwca 2015      |
| Druga runda | 3.         | 3 września 2015      |
| Druga runda | 4.         | 8 września 2015      |
| Druga runda | 5.         | 8 października 2015  |
| Druga runda | 6.         | 13 października 2015 |
| Druga runda | 7.         | 12 listopada 2015    |
| Druga runda | 8.         | 17 listopada 2015    |
| Druga runda | 9.         | 24 marca 2016        |
| Druga runda | 10.        | 29 marca 2016        |

| Runda         | Nr kolejki | Termin               |
| ------------- | ---------- | -------------------- |
| Trzecia runda | 1.         | 1 września 2016      |
| Trzecia runda | 2.         | 6 września 2016      |
| Trzecia runda | 3.         | 6 października 2016  |
| Trzecia runda | 4.         | 11 października 2016 |
| Trzecia runda | 5.         | 15 listopada 2016    |
| Trzecia runda | 6.         | 23 marca 2017        |
| Trzecia runda | 7.         | 28 marca 2017        |
| Trzecia runda | 8.         | 13 czerwca 2017      |
| Trzecia runda | 9.         | 31 sierpnia 2017     |
| Trzecia runda | 10.        | 5 września 2017      |

| Runda         | Faza           | Termin               |
| ------------- | -------------- | -------------------- |
| Czwarta runda | Pierwsze mecze | 5 października 2017  |
| Czwarta runda | Rewanże        | 10 października 2017 |

## Pierwsza runda
W tej rundzie, 12 najniżej notowanych drużyn ze strefy AFC według rankingu FIFA ze stycznia 2015 zostanie rozlosowanych w 6 par, które zagrają ze sobą w systemie mecz i rewanż. Zwycięzcy dwumeczów uzyskają awans do drugiej rundy eliminacji.

### Losowanie
Losowanie par pierwszej rundy eliminacji odbyło się 10 lutego 2015 roku w Kuala Lumpur. Przed losowaniem AFC dokonało podziału drużyn na koszyk A i koszyk B zgodnie z miejscami w ostatnim rankingu FIFA. W każdej parze drużyna z koszyka A była gospodarzem pierwszego meczu.
| Koszyk A | Koszyk B                                                                                          |
| --- | ------------------------------------------------------------------------------------------------- |
| 1. Indie (171) 2. Sri Lanka (172) 3. Jemen (176) 4. Kambodża (179) 5. Chińskie Tajpej (182) 6. Timor Wschodni (185) | 1. Nepal (186) 2. Makau (186) 3. Pakistan (188) 4. Mongolia (194) 5. Brunei (198) 6. Bhutan (209) |

### Mecze
| 12 marca 2015 14:30 CET | Indie · Chhetri 53', 70' | 2:0(0:0)Raport | Nepal | Indira Gandhi Athletic Stadium, Guwahati Widzów: 11 200 Sędzia: Aziz Asimov |
|                         |                          |                |       |                                                                             |

| 17 marca 2015 10:45 CET | Nepal | 0:0(0:0)Raport | Indie | Stadion Dasarath Rangasala, Kathmandu Widzów: 10 500 Sędzia: Khamis Al Marri |
|                         |       |                |       |                                                                              |

- Indie wygrały w dwumeczu 2-0 i awansowały do drugiej rundy.

| 12 marca 2015 16:30 CET | Jemen · Al-Matari 3' · Boqshan 56' · Al-Sasi 69' | 3:1(1:0)Raport | Pakistan · 67' (k) Bashir | Grand Hamad Stadium, Doha (Katar) Widzów: 300 Sędzia: Mohammad Abu Loum |
|                         |                                                  |                |                           |                                                                         |

| 23 marca 2015 16:30 CET | Pakistan | 0:0(0:0)Raport | Jemen | Khalifa Sports City Stadium, Madinat Isa (Bahrajn) Widzów: 2200 Sędzia: Ali Sabah Adday Al-Qaysi |
|                         |          |                |       |                                                                                                  |

- Jemen wygrał w dwumeczu 3-1 i awansował do drugiej rundy.

| 12 marca 2015 8:00 CET | Timor Wschodni · Quito 4', 7' · Rodrigo Silva 84' · Neto 85' | 0:3 (walkower)Raport | Mongolia · 87' Erkhembayar | Stadion Narodowy, Dili Widzów: 9000 Sędzia: Sivakorn Pu-Udom |
|                        |                                                              |                      |                            |                                                              |

| 17 marca 2015 09:00 CET | Mongolia | 3:0 (walkower)Raport | Timor Wschodni · 9' Fabiano | MFF Football Centre, Ułan Bator Widzów: 5000 Sędzia: Wang Di |
|                         |          |                      |                             |                                                              |

- Timor Wschodni wygrał w dwumeczu 5-1 i awansował do drugiej rundy (walkowery dla reprezentacji Mongolii przyznano w grudniu 2017 roku a więc już po zakończeniu eliminacji).

| 12 marca 2015 10:00 CET | Kambodża · Vathanaka 63', 89' · Laboravy 90+4' | 3:0(0:0)Raport | Makau | RCAF Old Stadium, Phnom Penh Widzów: 8000 Sędzia: Ho Wai Sing |
|                         |                                                |                |       |                                                               |

| 17 marca 2015 13:00 CET | Makau · Leong Ka Hang 52' (k) | 1:1(0:1)Raport | Kambodża · 29' Bin | Estádio Campo Desportivo, Taipa Widzów: 1000 Sędzia: Yaqoob Abdul Baki |
|                         |                               |                |                    |                                                                        |

- Kambodża wygrała w dwumeczu 4-1 i awansowała do drugiej rundy.

| 12 marca 2015 12:00 CET | Chińskie Tajpej | 0:1(0:1)Raport | Brunei · 36' Adi Said | Stadion Narodowy, Kaohsiung Widzów: 6273 Sędzia: Rowan Arumughan |
|                         |                 |                |                       |                                                                  |

| 17 marca 2015 13:15 CET | Brunei | 0:2(0:1)Raport | Chińskie Tajpej · 37' Wang Rui · 52' Chu En-le | Stadion Sułtana Hassanala Bolkiaha, Bandar Seri Begawan Widzów: 18 000 Sędzia: Turki Alkhudhayr |
|                         |        |                |                                                |                                                                                                 |

- Chińskie Tajpej wygrało w dwumeczu 2-1 i awansowało do drugiej rundy.

| 12 marca 2015 10:30 CET | Sri Lanka | 0:1(0:0)Raport | Bhutan · 82' T. Dorji | Sugathadasa Stadium, Kolombo Widzów: 3500 Sędzia: Fu Ming |
|                         |           |                |                       |                                                           |

| 17 marca 2015 11:00 CET | Bhutan · C. Gyeltshen 6', 90' | 2:1(1:1)Raport | Sri Lanka · 34' Madushan | Changlimithang, Thimphu Widzów: 15 000 Sędzia: Marai Al Awaji |
|                         |                               |                |                          |                                                               |

- Bhutan wygrał w dwumeczu 3-1 i awansował do drugiej rundy.

## Druga runda
W tej rundzie weźmie udział 6 zespołów z poprzedniej rundy oraz 34 najwyżej notowane zespoły strefy AFC według rankingu FIFA. Zostaną one podzielone na osiem grup. Każda z grup liczy pięć zespołów.
Zwycięzcy grup oraz cztery najlepsze zespoły z drugich miejsc awansują do kolejnej rundy.
Losowanie grup odbyło się 14 kwietnia 2015.
| Koszyk 1 | Koszyk 2 | Koszyk 3 | Koszyk 4 | Koszyk 5 |
| --- | --- | --- | --- | --- |
| 1. Iran (40) 2. Japonia (50) 3. Korea Południowa (57) 4. Australia (63) 5. Zjednoczone Emiraty Arabskie (68) 6. Uzbekistan (73) 7. Chiny (82) 8. Irak (86) | 1. Arabia Saudyjska (95) 2. Oman (97) 3. Katar (99) 4. Jordania (103) 5. Bahrajn (108) 6. Wietnam (125) 7. Syria (126) 8. Kuwejt (127) | 1. Afganistan (135) 2. Filipiny (139) 3. Palestyna (140) 4. Malediwy (141) 5. Tajlandia (142) 6. Tadżykistan (143) 7. Liban (144) 8. Indie (147) | 1. Timor Wschodni (152) 2. Kirgistan (153) 3. Korea Północna (157) 4. Mjanma (158) 5. Indonezja (159) 6. Turkmenistan (160) 7. Singapur (162) 8. Bhutan (163) | 1. Malezja (167) 2. Bangladesz (167) 3. Hongkong (168) 4. Jemen (170) 5. Guam (175) 6. Laos (178) 7. Kambodża (179) 8. Chińskie Tajpej (180) |

Legenda:
- Msc. – miejsce,
- M – liczba rozegranych meczów,
- W – mecze wygrane,
- R – mecze zremisowane,
- P – mecze przegrane,
- Br+ – bramki zdobyte,
- Br- – bramki stracone,
- Pkt. – punkty (3 za zwycięstwo, 1 za remis, 0 za porażkę)

### Grupa A
| Lp. | Drużyna                      | M | Mecze | Mecze | Mecze | Bramki | Bramki | Bramki | Pkt |
| Lp. | Drużyna                      | M | W     | R     | P     | +      | −      | +/−    | Pkt |
| --- | ---------------------------- | - | ----- | ----- | ----- | ------ | ------ | ------ | --- |
| 1.  | Arabia Saudyjska             | 8 | 6     | 2     | 0     | 28     | 4      | +24    | 20  |
| 2.  | Zjednoczone Emiraty Arabskie | 8 | 5     | 2     | 1     | 27     | 4      | +23    | 17  |
| 3.  | Palestyna                    | 8 | 4     | 2     | 2     | 24     | 5      | +19    | 14  |
| 4.  | Malezja                      | 8 | 2     | 0     | 6     | 7      | 29     | −22    | 6   |
| 5.  | Timor Wschodni               | 8 | 0     | 0     | 8     | 0      | 44     | −44    | 0   |

### Grupa B
| Lp. | Drużyna     | M | Mecze | Mecze | Mecze | Bramki | Bramki | Bramki | Pkt |
| Lp. | Drużyna     | M | W     | R     | P     | +      | −      | +/−    | Pkt |
| --- | ----------- | - | ----- | ----- | ----- | ------ | ------ | ------ | --- |
| 1.  | Australia   | 8 | 7     | 0     | 1     | 29     | 4      | +25    | 21  |
| 2.  | Jordania    | 8 | 5     | 1     | 2     | 21     | 7      | +14    | 16  |
| 3.  | Kirgistan   | 8 | 4     | 2     | 2     | 10     | 8      | +2     | 14  |
| 4.  | Tadżykistan | 8 | 1     | 2     | 5     | 9      | 20     | −11    | 5   |
| 5.  | Bangladesz  | 8 | 0     | 1     | 7     | 2      | 32     | −30    | 1   |

### Grupa C
| Lp. | Drużyna  | M | Mecze | Mecze | Mecze | Bramki | Bramki | Bramki | Pkt |
| Lp. | Drużyna  | M | W     | R     | P     | +      | −      | +/−    | Pkt |
| --- | -------- | - | ----- | ----- | ----- | ------ | ------ | ------ | --- |
| 1.  | Katar    | 8 | 7     | 0     | 1     | 29     | 4      | +25    | 21  |
| 2.  | Chiny    | 8 | 5     | 2     | 1     | 27     | 1      | +26    | 17  |
| 3.  | Hongkong | 8 | 4     | 2     | 2     | 13     | 5      | +8     | 14  |
| 4.  | Malediwy | 8 | 2     | 0     | 6     | 8      | 20     | −12    | 6   |
| 5.  | Bhutan   | 8 | 0     | 0     | 8     | 5      | 52     | −47    | 0   |

### Grupa D
| Lp. | Drużyna      | M | Mecze | Mecze | Mecze | Bramki | Bramki | Bramki | Pkt |
| Lp. | Drużyna      | M | W     | R     | P     | +      | −      | +/−    | Pkt |
| --- | ------------ | - | ----- | ----- | ----- | ------ | ------ | ------ | --- |
| 1.  | Iran         | 8 | 6     | 2     | 0     | 26     | 3      | +23    | 20  |
| 2.  | Oman         | 8 | 4     | 2     | 2     | 11     | 7      | +4     | 14  |
| 3.  | Turkmenistan | 8 | 4     | 1     | 3     | 10     | 11     | −1     | 13  |
| 4.  | Guam         | 8 | 2     | 1     | 5     | 3      | 16     | −13    | 7   |
| 5.  | Indie        | 8 | 1     | 0     | 7     | 5      | 18     | −13    | 3   |

### Grupa E
| Lp. | Drużyna    | M | Mecze | Mecze | Mecze | Bramki | Bramki | Bramki | Pkt |
| Lp. | Drużyna    | M | W     | R     | P     | +      | −      | +/−    | Pkt |
| --- | ---------- | - | ----- | ----- | ----- | ------ | ------ | ------ | --- |
| 1.  | Japonia    | 8 | 7     | 1     | 0     | 27     | 0      | +27    | 22  |
| 2.  | Syria      | 8 | 6     | 0     | 2     | 26     | 11     | +15    | 18  |
| 3.  | Singapur   | 8 | 3     | 1     | 4     | 9      | 9      | 0      | 10  |
| 4.  | Afganistan | 8 | 3     | 0     | 5     | 8      | 24     | −16    | 9   |
| 5.  | Kambodża   | 8 | 0     | 0     | 8     | 1      | 27     | −26    | 0   |

### Grupa F
| Lp. | Drużyna         | M | Mecze | Mecze | Mecze | Bramki | Bramki | Bramki | Pkt |
| Lp. | Drużyna         | M | W     | R     | P     | +      | −      | +/−    | Pkt |
| --- | --------------- | - | ----- | ----- | ----- | ------ | ------ | ------ | --- |
| 1.  | Tajlandia       | 6 | 4     | 2     | 0     | 14     | 6      | +8     | 14  |
| 2.  | Irak            | 6 | 3     | 3     | 0     | 13     | 6      | +7     | 12  |
| 3.  | Wietnam         | 6 | 2     | 1     | 3     | 7      | 8      | −1     | 7   |
| 4.  | Chińskie Tajpej | 6 | 0     | 0     | 6     | 5      | 19     | −14    | 0   |

### Grupa G
| Lp. | Drużyna          | M | Mecze | Mecze | Mecze | Bramki | Bramki | Bramki | Pkt |
| Lp. | Drużyna          | M | W     | R     | P     | +      | −      | +/−    | Pkt |
| --- | ---------------- | - | ----- | ----- | ----- | ------ | ------ | ------ | --- |
| 1.  | Korea Południowa | 8 | 8     | 0     | 0     | 27     | 0      | +27    | 24  |
| 2.  | Liban            | 8 | 3     | 2     | 3     | 12     | 6      | +6     | 11  |
| 3.  | Kuwejt           | 8 | 3     | 1     | 4     | 12     | 10     | +2     | 10  |
| 4.  | Mjanma           | 8 | 2     | 2     | 4     | 9      | 21     | −12    | 8   |
| 5.  | Laos             | 8 | 1     | 1     | 6     | 6      | 29     | −23    | 4   |

### Grupa H
| Lp. | Drużyna        | M | Mecze | Mecze | Mecze | Bramki | Bramki | Bramki | Pkt |
| Lp. | Drużyna        | M | W     | R     | P     | +      | −      | +/−    | Pkt |
| --- | -------------- | - | ----- | ----- | ----- | ------ | ------ | ------ | --- |
| 1.  | Uzbekistan     | 8 | 7     | 0     | 1     | 20     | 7      | +13    | 21  |
| 2.  | Korea Północna | 8 | 5     | 1     | 2     | 14     | 8      | +6     | 16  |
| 3.  | Filipiny       | 8 | 3     | 1     | 4     | 8      | 12     | −4     | 10  |
| 4.  | Bahrajn        | 8 | 3     | 0     | 5     | 10     | 10     | 0      | 9   |
| 5.  | Jemen          | 8 | 1     | 0     | 7     | 2      | 17     | −15    | 3   |

### Klasyfikacja drużyn z drugich miejsc
Do sklasyfikowania drużyn z drugich miejsc przyjęto następujące kryteria:
1. Zdobyte punkty w drugiej rundzie
2. Różnica bramek
3. Bramki strzelone
4. Dodatkowy mecz na neutralnym terenie (tylko jeśli FIFA wyrazi zgodę na jego rozegranie)

Po dyskwalifikacji Indonezji w grupie F jest mniej drużyn niż w pozostałych grupach. W związku z tym w klasyfikacji tej nie będą uwzględniane mecze z drużynami, które zajmą piąte miejsca w swoich grupach.
| Gr. | Zespół                       | M | W | R | P | Br+ | Br- | +/- | Pkt |
| --- | ---------------------------- | - | - | - | - | --- | --- | --- | --- |
| F   | Irak                         | 6 | 3 | 3 | 0 | 13  | 6   | +7  | 12  |
| E   | Syria                        | 6 | 4 | 0 | 2 | 14  | 11  | +3  | 12  |
| A   | Zjednoczone Emiraty Arabskie | 6 | 3 | 2 | 1 | 16  | 4   | +12 | 11  |
| C   | Chiny                        | 6 | 3 | 2 | 1 | 9   | 1   | +8  | 11  |
| H   | Korea Północna               | 6 | 3 | 1 | 2 | 10  | 8   | +2  | 10  |
| B   | Jordania                     | 6 | 3 | 1 | 2 | 9   | 7   | +2  | 10  |
| D   | Oman                         | 6 | 2 | 2 | 2 | 6   | 6   | 0   | 8   |
| G   | Liban                        | 6 | 1 | 2 | 3 | 3   | 6   | -3  | 5   |

## Trzecia runda
W tej rundzie weźmie udział 12 zespołów (8 zwycięzców grup oraz 4 najlepsze zespoły z drugich miejsc) z poprzedniej rundy. Zostaną one podzielone na dwie grupy. Każda z grup liczy sześć zespołów.
Dwie najlepsze drużyny z grup wywalczą bezpośredni awans do finałów MŚ 2018, natomiast zespoły z trzecich miejsc awansują do rundy czwartej.
Losowanie grup odbyło się 12 kwietnia 2016.
| Koszyk 1                       | Koszyk 2                                 | Koszyk 3                                    | Koszyk 4                                           | Koszyk 5                    | Koszyk 6                          |
| ------------------------------ | ---------------------------------------- | ------------------------------------------- | -------------------------------------------------- | --------------------------- | --------------------------------- |
| 1. Iran (42) 2. Australia (50) | 1. Korea Południowa (56) 2. Japonia (57) | 1. Arabia Saudyjska (60) 2. Uzbekistan (66) | 1. Zjednoczone Emiraty Arabskie (68) 2. Chiny (81) | 1. Katar (83) 2. Irak (105) | 1. Syria (110) 2. Tajlandia (119) |

### Grupa 1
| Lp. | Drużyna          | M  | Mecze | Mecze | Mecze | Bramki | Bramki | Bramki | Pkt |
| Lp. | Drużyna          | M  | W     | R     | P     | +      | −      | +/−    | Pkt |
| --- | ---------------- | -- | ----- | ----- | ----- | ------ | ------ | ------ | --- |
| 1.  | Iran             | 10 | 6     | 4     | 0     | 10     | 2      | +8     | 22  |
| 2.  | Korea Południowa | 10 | 4     | 3     | 3     | 11     | 10     | +1     | 15  |
| 3.  | Syria            | 10 | 3     | 4     | 3     | 9      | 8      | +1     | 13  |
| 4.  | Uzbekistan       | 10 | 4     | 1     | 5     | 6      | 7      | −1     | 13  |
| 5.  | Chiny            | 10 | 3     | 3     | 4     | 8      | 10     | −2     | 12  |
| 6.  | Katar            | 10 | 2     | 1     | 7     | 8      | 15     | −7     | 7   |

### Grupa 2
| Lp. | Drużyna                      | M  | Mecze | Mecze | Mecze | Bramki | Bramki | Bramki | Pkt |
| Lp. | Drużyna                      | M  | W     | R     | P     | +      | −      | +/−    | Pkt |
| --- | ---------------------------- | -- | ----- | ----- | ----- | ------ | ------ | ------ | --- |
| 1.  | Japonia                      | 10 | 6     | 2     | 2     | 17     | 7      | +10    | 20  |
| 2.  | Arabia Saudyjska             | 10 | 6     | 1     | 3     | 17     | 10     | +7     | 19  |
| 3.  | Australia                    | 10 | 5     | 4     | 1     | 16     | 11     | +5     | 19  |
| 4.  | Zjednoczone Emiraty Arabskie | 10 | 4     | 1     | 5     | 10     | 13     | −3     | 13  |
| 5.  | Irak                         | 10 | 3     | 2     | 5     | 11     | 12     | −1     | 11  |
| 6.  | Tajlandia                    | 10 | 0     | 2     | 8     | 6      | 24     | −18    | 2   |

## Czwarta runda
W tej rundzie wezmą udział 2 zespoły (drużyny z trzecich miejsc) z poprzedniej rundy. Zagrają one dwumecz.
Zwycięzca dwumeczu awansuje do baraży interkontynentalnych.

### Mecze
| 5 października 2017 14:30 CEST | Syria · Al Somah 85' (k) | 1:1(0:1) | Australia · 40' Kruse | Stadion Hang Jebat, Malakka (Malezja) Widzów: 2 150 Sędzia: Alireza Faghani |
|                                |                          |          |                       |                                                                             |

| 10 października 2017 11:00 CEST | Australia · Cahill 13', 109' | 2:1 (Dogr.)(1:1) | Syria · 6' Al Somah | Stadium Australia, Sydney Widzów: 42 136 Sędzia: Ravshan Ermatov |
|                                 |                              |                  |                     |                                                                  |

- Australia wygrała w dwumeczu 3−2 po dogrywce i awansowała do baraży internkontynentalnych.

## Strzelcy
665 bramki w 226 meczach.
16 goli
- Mohammad Al-Sahlawi
- Ahmed Khalil

11 goli
- Tim Cahill
- Sardar Azmun

10 goli
- Omar Kharbin

9 goli
- Hassan Al-Haidos
- Ali Mabkhout

8 goli
- Yang Xu
- Mehdi Taremi

7 goli
- Mile Jedinak
- Yu Dabao
- Keisuke Honda
- Son Heung-min

6 goli
- Taisir Al-Jassim
- Tom Rogić
- Mohannad Abdul-Raheem
- Shinji Kagawa
- Hamza Al-Dardour
- Mahmoud Al Mawas
- Manuczehr Dżalilow

5 goli
- Nawaf Al-Abed
- Yahya Al-Shehri
- Tomi Jurić
- Genki Haraguchi
- Shinji Okazaki
- Hassan Abdel Fattah
- Ali Ashfaq
- Teerasil Dangda
- Sardor Rashidov

4 gole
- Fahad Al-Muwallad
- Mathew Leckie
- Chencho Gyeltshen
- Sunil Chhetri
- Younis Mahmoud
- Maya Yoshida
- Abdallah Deeb
- Ali Assadalla
- Boualem Khoukhi
- Mohammed Muntari
- Mohammed Musa
- Anton Ziemlanuchin
- Ki Sung-yueng
- Koo Ja-cheol
- Bader Al-Mutawa
- Yousef Nasser
- Ahmad Abu Nahyeh
- Osama Omari
- Odil Ahmedov
- Igor Sergeev

3 gole
- Nathan Burns
- Massimo Luongo
- Tshering Dorji
- Jiang Ning
- Wu Lei
- Misagh Bahadoran
- Justin Meram
- Akram Afif
- Lee Jae-sung
- Kwon Chang-hoon
- Jong Il-gwan
- Ri Hyok-chol
- Khampheng Sayavutthi
- Jonathan Cantillana
- Tamer Seyam
- Safuwan Baharudin
- Fazrul Nawaz
- Omar Al Somah
- Sanharib Malki
- Pokklaw Anan
- Mongkol Tossakrai
- Arslanmyrat Amanow
- Aleksandr Geynrix
- Lê Công Vinh
- Omar Abdulrahman

2 gole
- Khaibar Amani
- Norlla Amiri
- Mustafa Zazai
- Mark Milligan
- Aaron Mooy
- Isma’il Abd al-Latif
- Abdulwahab Al-Malood
- Sayed Mohamed
- Gao Lin
- Wang Yongpo
- Yu Hanchao
- Wu Chun-ching
- Iain Ramsay
- Godfred Karikari
- Lam Ka Wai
- Jaimes McKee
- Saad Abdul-Amir
- Ali Adnan
- Mahdi Kamel
- Ahmed Yasin
- Ashkan Dejagah
- Alireza Dżahanbachsz
- Ehsan Hadżsafi
- Jalal Hosseini
- Takuma Asano
- Mū Kanazaki
- Hiroshi Kiyotake
- Yūya Kubo
- Ahmed Abdulhakim Al-Sarori
- Chan Vathanaka
- Karim Boudiaf
- Mohammed Kasola
- Sebastián Soria
- Witalij Luks
- Jang Hyun-soo
- Lee Chung-yong
- Nam Tae-hee
- Suk Hyun-jun
- Pak Kwang-ryong
- Hassan Chaito
- Hassan Maatouk
- Aung Thu
- Amad Al-Hosni
- Ahmed Mubarak Al-Mahaijri
- Abdulaziz Al-Muqbali
- Jaka Ihbeisheh
- Sameh Maraaba
- Yashir Pinto
- Khairul Amri
- Abdelrazaq Al Hussain
- Raja Rafe
- Achtam Nazarow
- Theerathon Bunmathan
- Tana Chanabut
- Adisak Kraisorn
- Chiquito do Carmo
- Ramon Saro
- Guwanç Abylow
- Marat Bikmayev
- Anzur Ismailov
- Nguyễn Văn Toàn

1 gol
- Faysal Shayesteh
- Josef Shirdel
- Salim Al-Dawsari
- Salman Al-Faraj
- Salman Al-Moasher
- Nasser Al-Shamrani
- Omar Hawsawi
- Osama Hawsawi
- Naif Hazazi
- Jackson Irvine
- Robbie Kruse
- Tommy Oar
- Trent Sainsbury
- Sami Al-Husaini
- Husajn Ali Baba
- Mohamed Al Romaihi
- Abdullah Omar
- Jahid Hasan Ameli
- Biren Basnet
- Adi Said
- Hao Junmin
- Huang Bowen
- Mei Fang
- Wu Xi
- Xiao Zhi
- Yu Hai
- Zhang Linpeng
- Zhang Xizhe
- Chu En-le
- Huang Kai-chun
- Wang Rui
- Wen Chih-hao
- Yaki Yen
- Manuel Ott
- Javier Patiño
- Stephan Schröck
- Brandon McDonald
- Travis Nicklaw
- Christian Annan
- Bai He
- Chan Siu Ki
- Ju Yingzhi
- Lo Kwan Yee
- Paulinho
- Xu Deshuai
- Sandesh Jhingan
- Jeje Lalpekhlua
- Robin Singh
- Ali Hosni
- Ayman Hussein
- Dhurgham Ismail
- Karim Ansarifard
- Saeid Ezatolahi
- Reza Ghuczanneżad
- Kamal Kamyabinia
- Morteza Pouraliganji
- Ramin Rezaeian
- Masoud Shojaei
- Andranik Teymourian
- Mehdi Torabi
- Yosuke Ideguchi
- Yasuyuki Konno
- Masato Morishige
- Yūya Ōsako
- Takashi Usami
- Hotaru Yamaguchi
- Abdulwasea Al-Matari
- Ala Al-Sasi
- Mohammed Ahmed Ali Boqshan
- Munther Abu Amarah
- Yaseen Al-Bakhit
- Yousef Al-Naber
- Yasser Al-Rawashdeh
- Baha’ Faisal
- Ahmed Samir
- Thierry Chantha Bin
- Khoun Laboravy
- Sos Suhana
- Ahmed Abdul Maqsoud
- Abdelkarim Hassan
- Ismaeel Mohammad
- Ildar Amirow
- Edgar Bernhardt
- Bachtijar Dujszobekow
- Almazbek Mirzaliew
- Hong Jeong-ho
- Hwang Hee-chan
- Ji Dong-won
- Lee Jeong-hyeop
- Jang Kuk-chol
- Ro Hak-su
- So Hyon-uk
- So Kyong-jin
- Ali Maqseed
- Aziz Mashaan
- Faisal Zayid
- Roda Antar
- Abbas Ahmed Atwi
- Hilal El-Helwe
- Mohammed Ghaddar
- Ali Hamam
- Youssef Mohamad
- Joan Oumari
- Feiz Shamsin
- Asadhulla Abdulla
- Hassan Naiz
- Ahmed Nashid
- Leong Ka Hang
- Mohd Amri Yahyah
- Baddrol Bakhtiar
- Mohd Safiq Rahim
- Safee Sali
- Kyaw Ko Ko
- Kyaw Zayar Win
- Suan Lam Mang
- Zaw Min Tun
- Batmönkhiin Erkhembayar
- Mohammed Al-Ghassani
- Saad Al-Mukhaini
- Qasim Said
- Raed Ibrahim Saleh
- Hassan Bashir
- Mus'ab Al-Batat
- Ahmed Awad
- Abdelatif Bahdari
- Matías Jadue
- Pablo Tamburrini
- Khader Yousef
- Faris Ramli
- Subash Madushan
- Moayad Ajan
- Oday Al-Jafal
- Ahmad Al Salih
- Ahmad Kallasi
- Omar Midani
- Tamer Mohamad
- Fathullo Fathullojew
- Kroekrit Thawikan
- Patrick Fabiano
- Jairo Neto
- Rodrigo Silva
- Serdarali Atayew
- Artur Geworkýan
- Ruslan Mingazow
- Süleýman Muhadow
- Mekan Saparow
- Stanislav Andreyev
- Aziz Haydarov
- Server Jeparov
- Egor Krimets
- Eldor Shomurodov
- Otabek Shukurov
- Đinh Tiến Thành
- Trần Phi Sơn
- Mohamed Ahmed
- Ismail Al-Hammadi
- Ahmed Al Hasmi
- Dawood Ali
- Habib Fardan
- Ismail Matar
- Mohanad Salem

Gole samobójcze
- Sharif Muchammad (dla  Japonii)
- Zheng Zhi (dla  Korei Południowej)
- Khoun Laboravy (dla  Japonii)
- Leng Makara (dla  Syrii)
- Ahmad Ibrahim Khalaf (dla  Tajlandii)
- Ildar Amirow (dla  Australii)
- Walerij Kiczin (dla  Bangladeszu)
- Ali Hamam (dla  Korei Południowej)
- Zaw Min Tun (dla  Kuwejtu)
- Hamdi Al Masri (dla  Japonii)
- Tanaboon Kesarat (dla  Arabii Saudyjskiej)
- Serdar Annaorazow (dla  Guamu)
- Mekan Saparow (dla  Omanu)
- Đinh Tiến Thành (dla  Tajlandii)